# Message Transfer Part
Der Message Transfer Part (MTP) ist ein Teil der SS7-Signalisierung und beschreibt, wie Signalisierungsinformationen übertragen werden. Es wird für die Kommunikation im öffentlichen Telefonnetz (PSTN) benutzt. MTP ist für den Transport von SS7-Nachrichten zwischen Kommunikationspartnern zuständig.
Es wird zwischen drei MTP-Levels unterschieden, welche sich in das OSI-Modell eingliedern lassen. MTP-Level 1 ist die Physische Schicht, MTP-Level 2 der Datenschicht und MTP-Level 3 die Vermittlungsschicht.
- MTP Level 1 legt die physikalischen, elektrischen und funktionalen Parameter für eine Zeichengabestrecke fest. Dazu gehören Spezifikationen wie Taktrate, Spannungen, Kodierungsverfahren sowie Abmessung und Form der Steckverbinder. Üblich sind Schnittstellen, die den Empfehlungen V.35 oder G.703 entsprechen. Level 1 stellt die Bitübertragungsschicht für eine Zeichengabestrecke dar, die in einem digitalen Netz üblicherweise aus einem 64-kbit/s-Kanal besteht. Es können aber auch analoge Kanäle, die mit einem Modem betrieben werden, verwendet werden.
- MTP Level 2 legt die Verfahren für einen fehlerfreien Austausch von Nachrichten über eine Zeichengabestrecke fest. Dazu gehören Funktionen, um die Nachrichtenverbindung zu aktivieren oder zu beenden, nach Fehlern zu überprüfen und sie gegebenenfalls zu beheben. Die Nachrichten werden durch Flags voneinander getrennt. Level 2 ist im Aufbau der häufig verwendeten Prozedur HDLC ähnlich, allerdings um einige Funktionen erweitert.
- MTP Level 3 definiert das Zusammenwirken mehrerer einzelner Zeichengabestrecken. Alle Aspekte, die auf logischer Ebene für den Austausch von Nachrichten zwischen zwei signalling points über mehrere Zeichengabestrecken hinweg gemeinsam sind, werden geregelt. Dazu gehört die Weiterleitung von ankommenden Nachrichten zur gewünschten Zeichengabestrecke. Die Separierung dieser Funktionen in einem eigenen Level 3 dient auch dem Management des Zeichengabenetzes: Zeichengabestrecken können hinzugefügt werden, oder es kann im Fehlerfall auf einen Ersatzweg umgeschaltet werden, ohne dass die Konfiguration auf höheren, abstrakteren Ebenen geändert werden muss.